# 维亚泽姆斯基
维亚泽姆斯基（俄语：Вя́земский）是俄罗斯哈巴罗夫斯克边疆区的一座城市。元朝属阿速古儿千户所，明朝设阿古河卫，清朝时此地有阿翁、和谈两个噶珊。维亚泽姆斯基位于哈巴罗夫斯克西南130公里处，乌苏里江沿岸。与中国接壤。人口15,760人（2002年人口普查）；18,426人（1989年人口普查）。
1. ↑  谭其骧.  1996年再版. 北京: 中国地图出版社. 1982-10-01. ISBN 9787503118449.